# Pelle Svanslös i Amerikatt
Pelle Svanslös i Amerikatt är en svensk animerad film från 1985, regisserad av Stig Lasseby och Jan Gissberg till manus av Leif Krantz, fritt efter Gösta Knutssons tredje bok om Pelle Svanslös, Pelle Svanslös i Amerika från 1941.

## Handling[3]
Pelle avlägger examen vid Uppsala universitet och blir "filosofie katt", till elaka Måns förtret. På examensfesten dyker en rik släkting, Pelle Swanson, upp från Amerika och snart drömmer Pelle Svanslös om att han befinner sig på andra sidan Atlanten. Där tampas han med amerikanska gangsterkatter, skurkaktiga cowboys och vilda indianer – som alla liknar Måns.

## Om filmen
Filmen är en uppföljare till 1981 års Pelle Svanslös och hade premiär den 14 december 1985 på tio biografer i Sverige. Filmen tog nära tre år att göra.

## Rollista[7]
- Erik Lindgren – Pelle Svanslös
- Ewa Fröling – Maja Gräddnos
- Ernst-Hugo Järegård – elaka Måns
- Carl Billquist – Bill
- Björn Gustafson – Bull
- Stellan Skarsgård – Pelle Swanson
- Mille Schmidt – Filadelfia-Fille
- Agneta Prytz – Gammel-Maja i domkyrkotornet
- Lena-Pia Bernhardsson – Gullan från Arkadien
- Charlie Elvegård – Laban från Observatorielunden
- Åke Lagergren – Murre från Skogstibble
- Nils Eklund – Rickard från Rickomberga
- Jan Sjödin – Fritz
- Gunilla Norling – Frida
- Eddie Axberg – råtta

## DVD
Filmen har givits ut på DVD.